# Thyridaria
Thyridaria of bloedkorrelzwam is een geslacht van schimmels behorend tot de familie Thyridariaceae. De wetenschappelijke naam van het geslacht werd voor het eerst in 1875 geldig gepubliceerd door Pier Andrea Saccardo.

## Soorten
Volgens Index Fungorum telt het geslacht 32 soorten (peildatum april 2022):
| Soortnaam                                         | Auteur(s)                                  | Publicatiejaar |
| ------------------------------------------------- | ------------------------------------------ | -------------- |
| Thyridaria acaciae                                | (Crous & M.J. Wingf.) Jaklitsch & Voglmayr | 2016           |
| Thyridaria acerina                                | Gutner                                     | 1929           |
| Thyridaria ailanthi                               | Rehm                                       | 1882           |
| Thyridaria arizonica                              | M.E. Barr                                  | 2003           |
| Thyridaria aurantiolutea                          | M.E. Barr & Vivant                         | 2003           |
| Thyridaria aurata                                 | Rehm                                       | 1914           |
| Thyridaria aureobrunnea                           | Boonmee, Huanraluek & K.D. Hyde            | 2021           |
| Thyridaria broussonetiae                          | (Sacc.) Traverso                           | 1906           |
| Thyridaria cajugae                                | Rehm                                       | 1907           |
| Thyridaria calamincola                            | Rehm                                       | 1916           |
| Thyridaria californica                            | Rehm                                       | 1911           |
| Thyridaria comptoniae                             | (Ellis & Everh.) Berl. & Voglino           | 1886           |
| Thyridaria conspicua                              | (Griffiths) Petr.                          | 1929           |
| Thyridaria crocosarca                             | Berk. & Broome ex Cooke                    | 1892           |
| Thyridaria eminens                                | Rehm                                       | 1916           |
| Thyridaria fraxini                                | (Lambotte & Fautrey) Keissl.               | 1923           |
| Thyridaria hawaiiensis                            | Lar.N. Vassiljeva & J.D. Rogers            | 2010           |
| Thyridaria heimiana                               | Leandri                                    | 1941           |
| Thyridaria heveae                                 | Saccas                                     | 1953           |
| Thyridaria insueta                                | Petr.                                      | 1931           |
| Thyridaria koae                                   | Petr.                                      | 1952           |
| Thyridaria lateritia                              | (Ellis) Sacc.                              | 1883           |
| Thyridaria leonensis                              | Petr.                                      | 1952           |
| Thyridaria lopadostoma                            | (Feltgen) Höhn.                            | 1906           |
| Thyridaria macrostomoides (Wilgenbloedkorrelzwam) | (De Not.) M.E. Barr                        | 1990           |
| Thyridaria maculans (Vlekkende bloedkorrelzwam)   | (Fabre) M.E. Barr                          | 2003           |
| Thyridaria magnata                                | (Cooke & Peck) M.E. Barr                   | 1990           |
| Thyridaria minima                                 | (Berl.) Wehm.                              | 1941           |
| Thyridaria minor                                  | (Sacc.) Sacc.                              | 1928           |
| Thyridaria myriangioides                          | (Berk. & Ravenel) Sacc.                    | 1883           |
| Thyridaria pteridis                               | Petch                                      | 1922           |
| Thyridaria rigniacensis                           | Sacc. & Flageolet                          | 1896           |